# Testacella puisseguri
Testacella puisseguri ist eine ausgestorbene Art der Gattung Rucksackschnecken (Testacella) aus der Unterordnung der Landlungenschnecken (Stylommatophora). Bisher ist die Art nur aus einem kleinen Gebiet in Frankreich bekannt geworden. Die Funde sind pliozänen Alters.

## Merkmale
Das flach ohrförmige Gehäuse ist vergleichsweise klein. Der Holotypus misst 3,75 mm in der Länge und 2,25 mm in der Breite. Es ist im Umriss elliptisch bis leicht eiförmig. Das Gewinde ist im Verhältnis zum Gesamtgehäuse sehr klein und fast völlig eingerollt. Es hebt sich dadurch nicht oder kaum aus dem Umriss des Gehäuses heraus und wird durch eine Furche von der letzten Windung abgesetzt. Die Spindel ist gebogen. Die Mündung ist sehr groß und zugespitzt eiförmig. Der äußere Rand (Mundsaum) ist flügelartig erweitert. Es ist zum Gewinde hin verdickt. Die Schale ist nur mäßig dick.

### Ähnliche Arten
Die Art ist mit der ebenfalls aus dem Pliozän stammenden Art Testacella deshayesi Michaud, 1855 nahe verwandt. Beide Arten besitzen die ausgeprägte Furche, die das kleine Gewinde von der ohrförmigen letzten Windung absetzt. Sie unterscheiden sich aber dadurch, dass bei Testacella deshayesi das Gewinde deutlich aus dem Gehäuseumriss herausragt, während es bei Testacella puisseguri quasi im Gehäuseumriss integriert ist. Die Rinne ist in den Umriss eingetieft.

## Geographische Verbreitung und Alter
Die Art ist bisher nur aus dem Plaisancien (Pliozän) aus dem Valles des Tilles, zwischen Cessey-sur-Tille und Chambeire, ca. 16 km ostsüdöstlich von Dijon, Frankreich bekannt geworden.

## Taxonomie
Das Taxon wurde von W. Richard Schlickum 1967 zusammen mit der Art Testacella schuetti aus dem Miozän Niederösterreichs erstmals beschrieben. Insgesamt wurden drei Exemplare von Abbé J. J. Puissegur (Flavigny-sur-Ozerain, Département Côte-d’Or) gefunden und nach ihm benannt. Seither wurden keine weiteren Funde gemacht.